# 2. Königlich Bayerische Feldartillerie-Brigade
Die 2. Feldartillerie-Brigade war ein Großverband der Bayerischen Armee.

## Geschichte
Der Großverband wurde am 1. Februar 1869 als 2. Artillerie-Brigade aufgestellt. Ab 1. Januar 1873 führte sie die Bezeichnung 2. Feldartillerie-Brigade. Sie war Teil der 2. Division und hatte ihr Kommando zunächst in Würzburg. Von 1901 bis 1904 stand das Kommando in München und anschließend bis zur Auflösung in Augsburg.
Die Brigade wurde zu Beginn des Ersten Weltkrieges im Rahmen der 6. Armee an der Westfront eingesetzt.
Ab 26. Februar 1917 führte die Brigade die Bezeichnung Artillerie-Kommandeur Nr. 2.

## Unterstellung
Ihr unterstanden folgende Verbände:
- 4. Feldartillerie-Regiment „König“ in Augsburg
- 9. Feldartillerie-Regiment in Landsberg am Lech

## Kommandeure
| Dienstgrad          | Name                         | Datum                                                                 |
| ------------------- | ---------------------------- | --------------------------------------------------------------------- |
| Generalmajor        | Maximilian von Steinsdorf    | 08. Januar 1869 bis 31. Januar 1870                                   |
| Generalmajor        | Heinrich Lutz                | 01. Februar 1870 bis 26. November 1876                                |
| Oberst              | Karl von Neubeck             | 27. November 1876 bis 30. September 1878 (mit der Führung beauftragt) |
| Oberst/Generalmajor | Anton Orff                   | 01. November 1878 bis 12. August 1879                                 |
| Generalmajor        | Josef Keller von Schleitheim | 13. August 1879 bis 19. März 1884                                     |
| Generalmajor        | Viktor von Gramich           | 20. März 1884 bis 4. März 1889                                        |
| Generalmajor        | Joseph Mayr                  | 08. März 1889 bis 20. Oktober 1890                                    |
| Generalmajor        | Maximilian von Schuh         | 21. Oktober 1890 bis 11. Juni 1895                                    |
| Generalmajor        | Theodor von Bomhard          | 12. Juni 1895 bis 24. Dezember 1897                                   |
| Generalmajor        | Albert Rutz                  | 25. Dezember 1897 bis 23. Januar 1899                                 |
| Generalmajor        | Karl von Landmann            | 24. Januar 1899 bis 6. März 1900                                      |
| Oberst/Generalmajor | Karl von Endres              | 07. März 1900 bis 12. September 1901                                  |
| Oberst              | Maximilian von Neubeck       | 01. Oktober 1901 bis 14. Mai 1904                                     |
| Generalmajor        | Karl von Menz                | 15. Mai 1904 bis 25. April 1906                                       |
| Generalmajor        | Alfred von Kesling           | 26. April 1906 bis 4. August 1908                                     |
| Oberst/Generalmajor | Albert Seekirchner           | 05. August 1908 bis 13. März 1913                                     |
| Generalmajor        | August Usselmann             | 14. März 1913 bis 25. September 1914                                  |
| Oberst              | Karl Düll                    | 07. Oktober bis 1. Dezember 1914                                      |
| Oberst              | Arnold Müller                | 01. Dezember 1914 bis 26. April 1915                                  |
| Oberst              | Wilhelm Langhäuser           | 26. April bis 3. September 1915                                       |
| Generalmajor        | Karl Düll                    | 03. September 1915 bis 4. Juli 1916                                   |
| Oberst              | Hugo Müller                  | 04. Juli bis 23. August 1916                                          |
| Generalmajor        | Karl Düll                    | 26. August 1916 bis 23. April 1917                                    |
| Oberst              | Franz Kemmer                 | 23. April bis 12. Juli 1917                                           |
| Oberstleutnant      | Franz von Bomhard            | 12. Juli 1917 bis 7. Januar 1919                                      |